# 한국산업기술진흥원
한국산업기술진흥원(韓國産業技術振興院, Korea Institute for Advancement of Technology, KIAT)은 2009년 5월 설립된 대한민국 산업통상자원부 산하 위탁집행형 준정부기관이다.

## 같이 보기
- 한국산업기술평가관리원
- 한국산업기술시험원
- 한국산업기술진흥협회